# Kesang Choden
 (juillet 2025).
 (juillet 2025).
Ne doit pas être confondu avec les autres princesses bhoutanaises, qui sont aussi nommées Kesang Choden
Kesang Choden est son nom suivant les coutumes bhoutanaises. Les Bhoutanais ont deux noms donnés, aucun d'eux n'étant un nom de famille, sauf si descendant royal ou d'origine noble
Titre
Reine consort du Bhoutan
27 octobre 1952 – 21 juillet 1972
(19 ans, 8 mois et 24 jours)
Ashi Kesang Choden est née le 21 mai 1930 dans la maison du Bhoutan (en) à Kalimpong en Inde. Elle est devenue reine consort du Bhoutan à l'accession au trône de son mari le 27 octobre 1952.  

## Éducation
Elle a été éduquée au couvent Saint-Joseph, à Kalimpong en Inde.

## Mariage et vie de famille

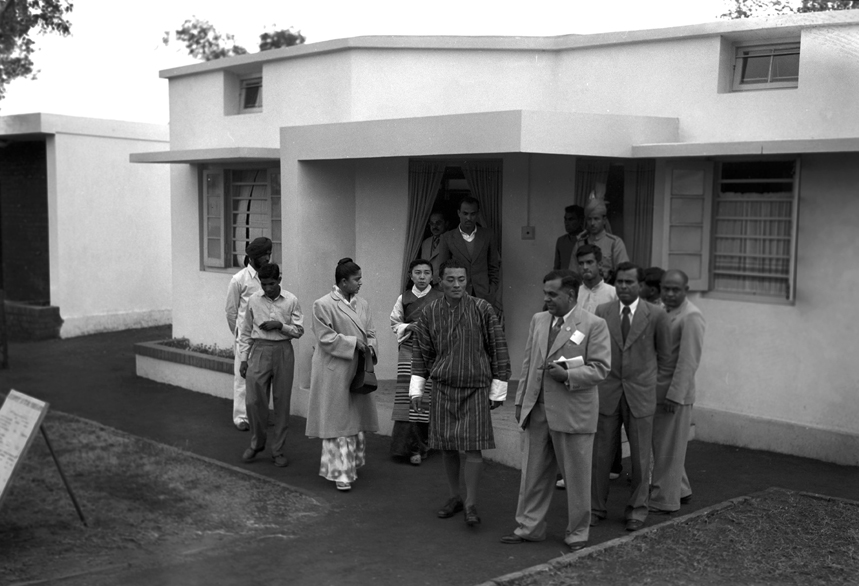
Kesang Choden derrière son mari, Jigme Dorji Wangchuck, le 30 janvier 1954.

Elle épouse le prince héritier du Bhoutan (Druk Gyalsey) au palais Ugyen Pelri Thang à Paro le 5 octobre 1951.
À l’accession au trône de son mari le 30 mars 1952, elle devient reine du Bhoutan. Elle donnera naissance à l’héritier et futur roi Jigme Singye Wangchuck le 11 novembre 1955 à Thimphou. Elle donnera ensuite naissance à quatre filles.

## Régence
À la mort de son mari le 21 juillet 1972, elle prendra la régence jusqu'à la majorité de son fils (il n'était âgé que de 17 ans à l'époque).

## Distinctions
- Bhutan:
  -  Médaille d'investiture du roi Jigme Singye (2 Juin 1974)[3].
  -  Jubilé d'argent du roi Jigme Singye Wangchuck (2 Juin 1999)[4].
  -  Médaille d'investiture du roi Jigme Khesar (6 novembre 2008).
  -  Médaille commémorative du centenaire de la monarchie (6 novembre 2008).
  -  Ordre du Roi Dragon (Druk Gyalpo), Première Classe (16 novembre 2008).
  -  Médaille du 60e anniversaire du roi Jigme Singye (11 novembre 2015).